# Jakob Wolff der Ältere
Jakob Wolff der Ältere (* 1546 in Bamberg; † 16. Juli 1612 in Nürnberg) war ein deutscher Architekt und Bildhauer in der Renaissance.

## Leben
1571 wurde sein Sohn Jakob (Jakob Wolff der Jüngere) geboren, das Geburtsdatum seines Sohnes Hans ist unklar.
Wolff arbeitete 1601–1605 in Würzburg und wirkte am Neubau der Festung Marienberg mit. In Nürnberg beendete er als Stadtbaumeister 1602–1607 mit dem venezianische und deutsche Bauformen verschmelzenden Pellerhaus eines der anspruchsvollsten Privatgebäude der deutschen Renaissance. Ein weiterer von Wolff errichteter Profanbau in Nürnberg ist das Toplerhaus am Paniersplatz. 1607–1616 erfolgte der Neubau des Schlosses Schwarzenberg in Scheinfeld; hier war er gemeinsam mit seinem Sohn Jakob an der Ausführung der von Elias Holl erstellten Entwürfe beteiligt.
Die Söhne Jakob und Hans waren nach dem Tod des Vaters beide am Bau des Nürnberger Rathauses beteiligt.
Jakob Wolff der Ältere und sein Sohn Jakob Wolff der Jüngere zählen zu den deutschen Pionieren der italienischen Renaissance-Architektur.